# Блеквел (Оклахома)
Блеквел (енгл. Blackwell) град је у америчкој савезној држави Оклахома.

## Демографија
По попису из 2010. године број становника је 7.092, што је 576 (-7,5%) становника мање него 2000. године.
| Група             | 2000.         | 2010.         |
| Белци             | 6.535 (85,2%) | 5.744 (81,0%) |
| Афроамериканци    | 10 (0,1%)     | 28 (0,4%)     |
| Азијати           | 36 (0,5%)     | 20 (0,3%)     |
| Хиспаноамериканци | 453 (5,9%)    | 569 (8,0%)    |
| Укупно            | 7.668         | 7.092         |